# Сойотський алфавіт
На початку 2000-х для сойотського діалекту розроблена писемність на основі кирилиці. Видано буквар та навчальні посібники, ведеться підготовка вчителів, впроваджується викладання мови в сойотських школах Бурятії.
Сойотський алфавіт (згідно з сойотсько-бурято-російським словником, 2003) :
| А а | Б б | В в | Г г | Ғ ғ | Д д | Е е | Ё ё |
| Ж ж | З з | И и | I i | Й й | К к | Қ қ | Һ һ |
| Л л | М м | Н н | Ң ң | О о | Ө ө | П п | Р р |
| С с | Т т | У у | Ү ү | Ф ф | Х х | Ц ц | Ч ч |
| Ӌ ӌ | Ш ш | Щ щ | Ъ ъ | Ы ы | Ь ь | Э э | Ә ә |
| Ю ю | Я я |     |     |     |     |     |     |